# Osku Heinonen
Osku Simana Heinonen (Tampere, 4 settembre 1992) è un cestista finlandese della Juvecaserta 2021.

## Palmarès
- Campionato finlandese: 1

Tampereen Pyrintö: 2013-14
- Coppa di Finlandia: 1

Tampereen Pyrintö: 2013